# Johannes Rudbeckius

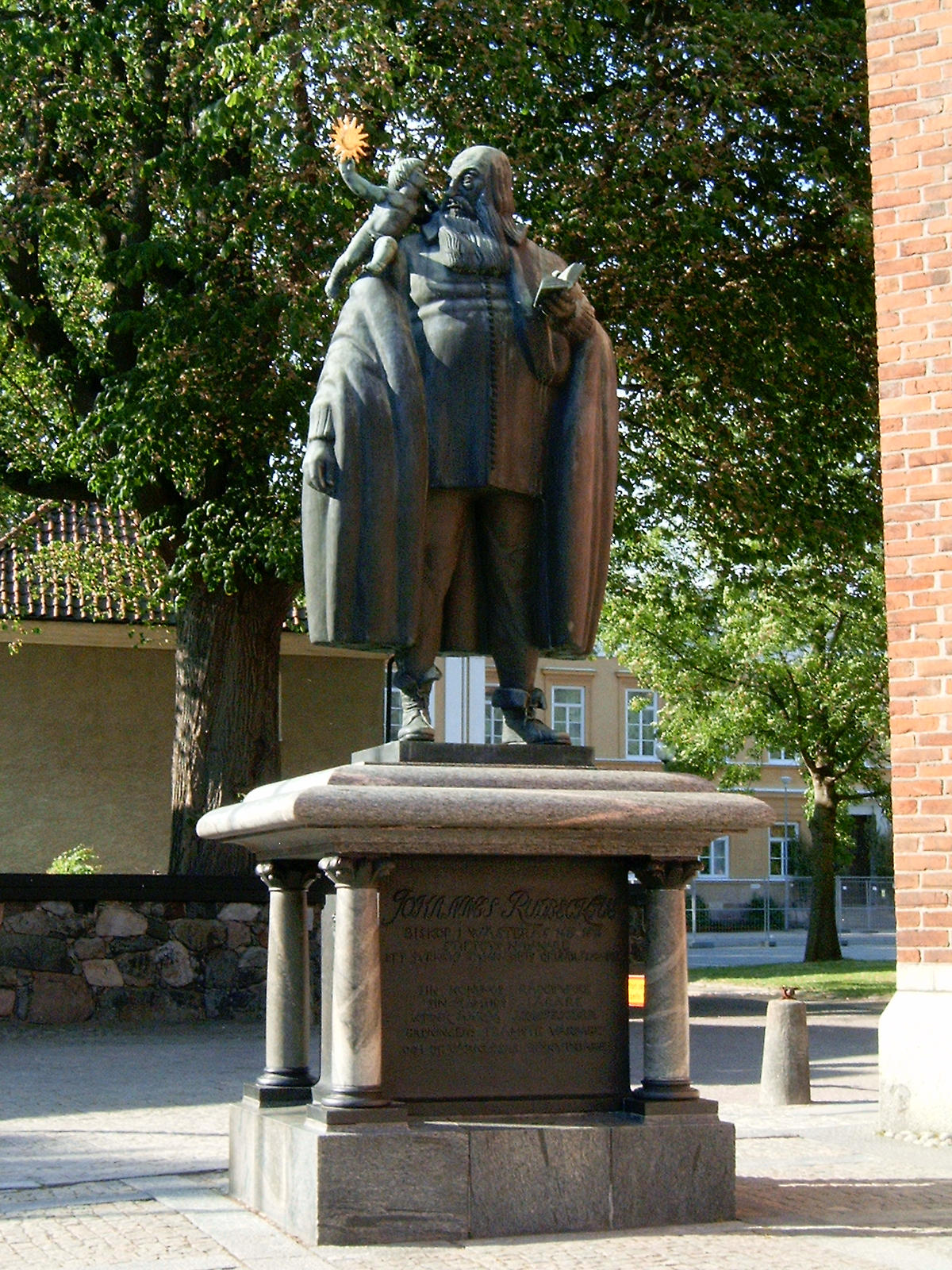
Estatua de Johannes Rudbeckius cerca de la catedral y de uno de los gimnasios en Västerås. Obra del escultor Carl Milles.

Johannes Rudbeckius o Johannes Rudbeck (1581-1646), fue obispo de Västerås (Suecia), desde 1619 hasta su muerte, y capellán personal del rey Gustavo Adolfo II ("el Grande"). En 1623 fundó en Västerås el primer gimnasio, una escuela de enseñanza media. Con su segunda esposa Magdalena Hising, tuvo un hijo Olaus Rudbeck, el cual pasó a ser uno de los científicos suecos más importantes del siglo XVII. La nieta del obispo Rudbeckius, Wendela Rudbeck, se casó con Peter Olai Nobelius, y de ellos desciende Alfred Nobel, el creador de los Premios Nobel.
El obispo Rudbeckius denominó como "el juguete del Diablo" al juguete que actualmente es conocido como el caballo Dalecarlian.